# Herculis 2018
Meeting Herculis 2018 byl lehkoatletický mítink, který se konal 22. července 2018 v Monaku. Byl součástí série mítinků Diamantová liga. 

## Výsledky

### Muži
| Disciplína             | 1. místo                    | 2. místo                | 3. místo                      |
| Běh na 200 m           | Noah Lyles 19,65            | Ramil Guliyev 19,99     | Álex Quiñónez 20,03           |
| Běh na 1500 m          | Timothy Cheruiyot 3:28,41   | Elijah Manangoi 3:29,64 | Filip Ingebrigtsen 3:30,01    |
| Běh na 110 m překážek  | Sergej Šubenkov 13,07       | Orlando Ortega 13,18    | Pascal Martinot-Lagarde 13,20 |
| Běh na 3000 m překážek | Soufiane el-Bakkali 7:58,15 | Evan Jager 8:01,02      | Conseslus Kipruto 8:09,78     |
| Skok vysoký            | Danil Lysenko 240 cm        | Wang Yu 230 cm          | Majd Eddin Ghazal 227 cm      |
| Trojskok               | Christian Taylor 17,86 m    | Pedro Pichardo 17,67 m  | Omar Craddock 17,37 m         |
| Vrh koulí              | Ryan Crouser 22,05 m        | Darrell Hill 21,72 m    | Darlan Romani 21,70 m         |

### Ženy
| Disciplína             | 1. místo                                | 2. místo                      | 3. místo                            |
| Běh na 100 m           | Marie-Josée Ta Lou 10,89                | Murielle Ahouréová 11,01      | Elaine Thompsonová 11,02            |
| Běh na 400 m           | Shaunae Millerová-Uibo 48,97            | Salvá Ajd Násirová 49,08      | Shakima Wimbleyová 50,85            |
| Běh na 800 m           | Caster Semenyaová 1:54,60               | Francine Niyonsabaová 1:55,96 | Natoya Gouleová 1:56,15             |
| Běh na 3000 m překážek | Beatrice Chepkoechová 8:44,32 Rekord DL | Courtney Frerichsová 9:00,85  | Hyvin Kyiengová Jepkemoiová 9:04,41 |
| Skok o tyči            | Anželika Sidorovová 4,85 cm             | Yarisley Silvaová 4,80 cm     | Katerina Stefanidiová 4,80 cm       |
| Vrh koulí              | Kung Li-ťiao 20,31 m                    | Raven Saundersová 19,67 m     | Christina Schwanitzová 19,51 m      |